# Cantón de Castelsarrasin-1
El cantón de Castelsarrasin-1 era una división administrativa francesa, que estaba situada en el departamento de Tarn y Garona y la región de Mediodía-Pirineos.

## Composición
El cantón estaba formado por una fracción de la comuna que le daba su nombre:
- Castelsarrasin (fracción)

## Supresión del cantón de Castelsarrasin-1
En aplicación del Decreto n.º 2014-273 de 27 de febrero de 2014, el cantón de Castelsarrasin-1 fue suprimido el 22 de marzo de 2015 y su fracción de comuna pasó a formar parte del nuevo cantón de Castelsarrasin.